# Bziny
Bziny (in ungherese Bezine) è un comune della Slovacchia facente parte del distretto di Dolný Kubín, nella regione di Žilina.